# Manaung Island
Manaung Island (burmesiska: Man-aung Kyun) är en ö i Myanmar.   Den ligger i regionen Rakhinestaten, i den sydvästra delen av landet, 280 km väster om huvudstaden Naypyidaw. Arean är 523 kvadratkilometer.
Terrängen på Manaung Island är platt. Öns högsta punkt är 222 meter över havet. Den sträcker sig 28,1 kilometer i nord-sydlig riktning, och 28,6 kilometer i öst-västlig riktning.